# Bathippus palabuanensis
Bathippus palabuanensis es una especie de araña saltarina del género Bathippus, familia Salticidae. Fue descrita científicamente por Simon en 1902.

## Distribución
Habita en Indonesia (Java).